# François Namur
François Namur, né en 1857 à Gand et mort le 10 avril 1902 à Liège, est un peintre belge. Il est aussi professeur de 1882 à 1902 à l'Académie royale des beaux-arts de Liège.

## Biographie
François Namur, né à Gand en 1857,,,, est fils d'un ancien professeur de l'université de Liège et montre des dispositions artistiques dès son plus jeune âge. À peine âgé de 25 ans, il commence à enseigner le dessin à l'Académie royale des beaux-arts de Liège,, où il est nommé le 27 novembre 1882 « professeur-adjoint de principes », en 2e année du cycle inférieur d'apprentissage. Il y travaille pendant une vingtaine d'années,,, d'abord aux côtés d'Émile D'heur, puis, à partir de 1885, d'Henri Berchmans.
En août 1884, il épouse Mlle Régina Barbier. Son frère, Jules Namur, né en 1849 et professeur à l'université de Liège depuis 1886, décède des suites d'une maladie en juillet 1896. « Travailleur infatigable », il est difficile de dresser la liste de ses travaux, « tant ils sont variés et nombreux ». Il expose de façon régulière à Liège, aux salons comme aux expositions du Cercle royal des beaux-arts, mais aussi à Namur, Ostende, Chicago et Munich.
L'artiste décède à Liège le 10 avril 1902.

## Œuvre

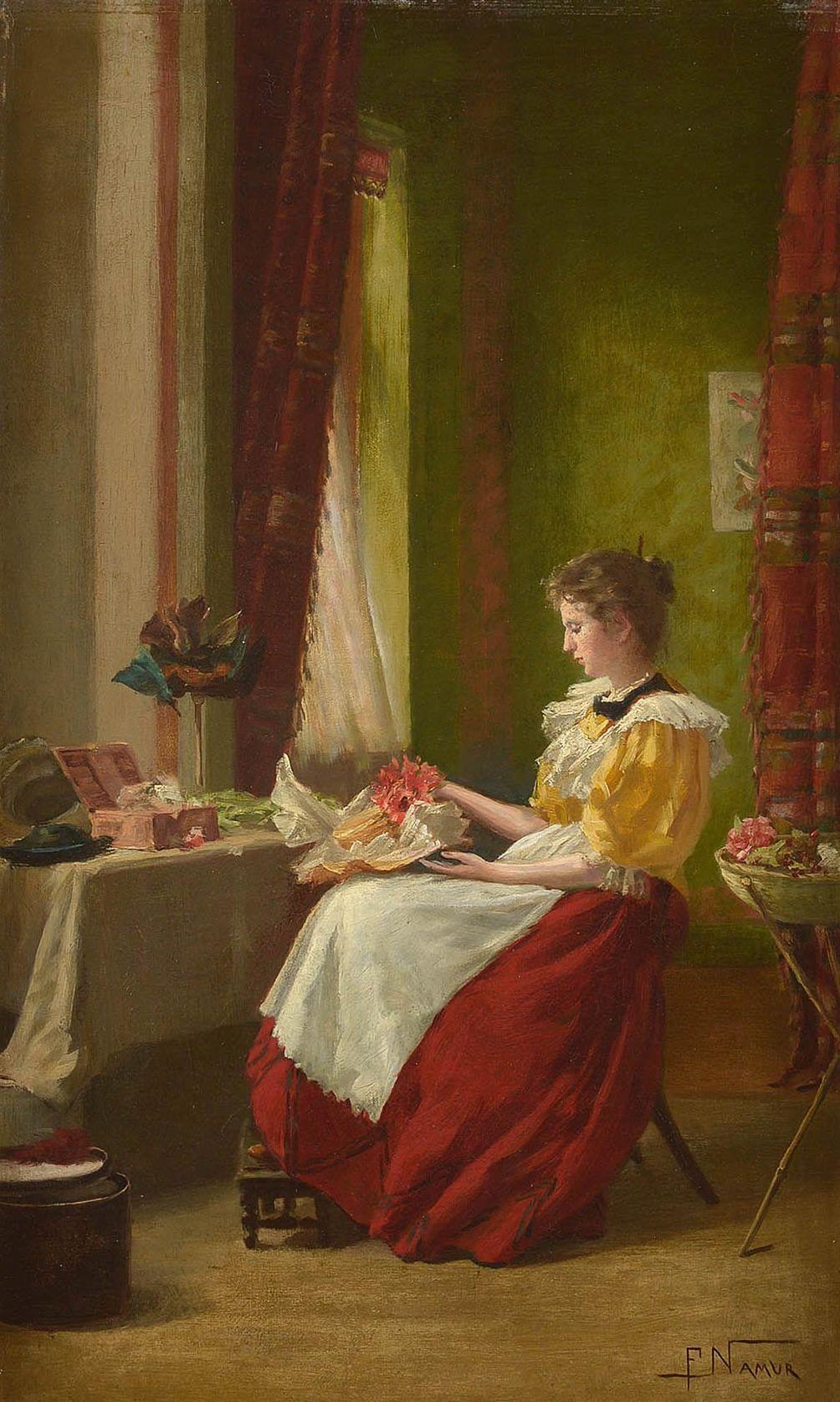
La modiste, avant 1902 (huile sur toile ;), collection privée.

François Namur est un dessinateur et peintre de figures, de portraits et de nus,,, mais il réalise aussi des paysages et des compositions historiques, tant à l'huile, qu'à l'aquarelle ou au pastel. Son portrait de 1888 La Dame en rouge est conservé dans les collections publiques de la ville de Liège,,.
Jacques Goijen remarque qu'« il a réalisé de très beaux nus, dans des intérieurs feutrés » et que « ses tableaux dégagent un raffinement dont se délectent les amateurs du genre ».
La rubrique nécrologique du journal La Meuse pointe que « Namur était un dessinateur minutieux et un coloriste plein de charme. Il peut être rattaché à l'école de Delperée, dont il possédait les principaux caractères. Il avait surtout le don de l'harmonie, de la grâce, et répudiait énergiquement toute violence et toute exagération. Son art, essentiellement éclectique et respectueux des traditions, plaisait à la foule, qui, dans les Expositions, distinguait vite ses œuvres ».